# Pieter Jan De Clercq
Pieter-Jan De Clercq (Ekeren, 27 maart 1891 – Combrit, 17 juli 1964) was een Vlaams kunstschilder.
Hij studeerde aan de Academie voor Schone Kunsten in Antwerpen, alwaar hij les kreeg van Eugeen Joors en Juliaan De Vriendt. Portretschilderen leerde bij Willem Rosiers te Mechelen. Zijn proef voor het Nationaal Hoger Instituut voor Schone Kunsten deed hij met het doel toe te treden tot de werkplaats van Frans Courtens.
Pieter-Jan vestigde zijn eerste atelier in Liezele, Weert, tegenover het schilderachtige Temse. De waterkant van de Schelde speelt in zijn vroege werk een grote rol. Vaak tekent hij een lage horizon met impressionante wolkenhemel.
Pieter-Jan meldde zich bij de aanvang van de Eerste Wereldoorlog als vrijwilliger in het leger, waar hij vier jaren als infanterist in de loopgraven vocht voor zijn land. In deze periode maakte hij vooral tekeningen en schetsen. 
Na de oorlog vond hij zijn atelier vernield terug en, na een herbronning bij Willem Rosiers, begon Pieter-Jan zijn onafhankelijke carrière. Hij oogstte succes met zijn schilderijen in de eerste naoorlogse kunsttentoonstelling in Luik, met onder andere een geëngageerd portret van Jef Van Hoof.
Hij was een begenadigd portrettist, schilderde landschappen, stillevens en stedelijke monumenten, maar bovenal was hij een ware Scheldeschilder, met een karakteristieke voorkeur voor grootse en weidse Scheldelandschappen. Ook kon hij een eindeloos gevoel van melancholie brengen in zijn mist- of wintergezichten.
Zijn werk varieert ven realistisch tot neo-impressionistisch, vaak met grootse kleurensymfonie, maar evenzeer met grijze totaliteiten in zijn Scheldezichten met hun subtiel wolkenspel.
In 1922 hield Pieter-Jan zijn eerste grote tentoonstelling in de Stedelijke Feestzaal aan de Meir te Antwerpen, later gevolgd door tentoonstellingen in Brussel, Gent en Brugge.
Zijn werk belandde in musea te Belgrado en Mexico, maar vooral in particuliere verzamelingen wereldwijd.
Pieter-Jan had verschillende vrouwen in zijn leven. Na het overlijden van Jeanne Weyns had hij een 6 jaar durende relatie met collega kunstschilder Anna Cuperus. De invloed die zij op mekaars werk hadden komt tot uiting in menig stilleven.
In 1939 verblijft Pieter-Jan enkele maanden in Bretagne, waar hij gecharmeerd werd door het prachtige kader en de authenticiteit van de lokale bevolking. Hij zou er jaarlijks opnieuw terugkeren.
Tijdens de Tweede Wereldoorlog diende Pieter-Jan zijn atelier aan de Jordaenskaai te evacueren op bevel van de Duitse Kriegsmarine. Hij bracht zijn schilderijen over naar een appartement aan de Cockerillkaai en verplaatste zijn schilderactiviteiten naar de Bovenschelde, waar hij een atelier vond in Bazel-Waas. Hier ontmoette hij Lea Van Grembergen, kleuteronderwijzeres en dochter van de veerman die het veer tussen Bazel en Rupelmonde verzorgde. Ze huwden in 1944 en Mariekerke, Sint-Amands Puurs en Rupelmonde werden zijn werkgebied.
Naar het einde van de Tweede Wereldoorlog toe werd zijn appartement, met schilderijencollectie, aan de Cockerillkaai verwoest door een V-1 bom. In 1946 overlijdt Lea aan een longontsteking.
De verdere industrialisering van de Antwerpse haven, het verdwijnen van de schorren, van het vissersleven en het veranderende Scheldelandschap in de naoorlogse periode maakten de Schelde niet meer aantrekkelijk voor de kunstschilder en hij verplaatste zijn werkterrein naar Bretagne. In Concarneau en omstreken vond Pieter-Jan het vissersleven terug, het machtige natuurlijke kleurenspel van de zon, de wolkenpartijen en de woeste oceaan, maar ook het authentieke in de Bretoense tradities, feesten en pardons. Hij beschilderde dit alles met bijzondere aandacht voor de "bigoudines", en vond hier opnieuw de liefde bij Lisette Cosquer.
In 1959 werd de schilder op audiëntie ontvangen door Paus Johannes XXIII, aan wie hij zijn pauselijk portret overhandigde.
In 1961 vond een grote retrospectieve tentoonstelling plaats in de tentoonstellingszaal van het Nationaal Hoger instituut en de Koninklijke Academie voor Schone Kunsten ter gelegenheid van Pieter-Jan's 70ste verjaardag.
Pieter-Jan deed al zijn verplaatsingen met een sidecar motorfiets en verongelukte met het voertuig in Juli 1964 te Combrit, Bretagne.
Hij verbleef graag en veel in Bretagne. Verschillende van zijn werken tonen taferelen in Concarneau.
- Biografisch Portaal: 26225341
- RKD-Nederlands Instituut voor Kunstgeschiedenis: 20504
- Union List of Artist Names: 500131276
- Virtual International Authority File: 96643035